# Печать Калифорнии
Большая печать штата Калифорния (англ. The Great Seal of the State of California) — один из государственных символов штата Калифорния, США. Печать была утверждена в 1849 году. Впоследствии печать несколько раз претерпела незначительные изменения и приняла окончательный вид в 1937 году.
Создателями оригинального рисунка печати являются Роберт С. Гарнетт и Альберт Кунер.

## Описание
На печати изображена древнегреческая богиня мудрости и войны Афина; калифорнийский медведь-гризли (официальное животное штата), поедающий виноград; сноп пшеницы, символизирующий сельское хозяйство; работающий старатель, символизирующий «калифорнийскую золотую лихорадку» и горнодобывающую промышленность; парусные суда, демонстрирующие мощь государства.
Помимо собственно символа штата, Большая печать Калифорнии используется в качестве официальной печати города Юрика (Калифорния), название и девиз которого — «Эврика!» (англ. Eureka, от греч. εὕρηκα) — совпадают с девизом штата. Это единственный случай в США, когда печать штата используется городом.